# Homecoming (canção de Kanye West)
"Homecoming" é uma canção do artista americano de hip hop Kanye West. Foi lançado como último single do seu terceiro álbum de estúdio Graduation. Foi lançado no Reino Unido como dowload digital e deveria ter sido lançada como um single físico em 4 de fevereiro de 2008. No entanto, o CD single foi cancelado devido aos downloads começarem a diminuir antes do lançamento. Foi, então, lançado em vinil, em 18 de fevereiro. "Homecoming" alcançou a posição de número 9 na UK Singles Chart em vendas  de downloads. A canção também possui vocais do vocalista Chris Martin do Coldplay. Ele e Kanye se conheçeram durante uma gravação improvisada no Abbey Road Studios em 2006. A canção serve como um tributo à cidade natal de West, Chicago usando uma metáfora que descreve a cidade como uma jovem garota chamada Wendy. O nome de Wendy se assemelha ao vento da palavra, que é uma referência a "The Windy City" de Chicago. Suas linhas de abertura liricamente dão referências a "I Used to Love H.E.R.", uma canção da mesma forma metafórica de hip hop feito por um amigo próximo a West e labelmate comum, que apareceu no vídeo da canção. A canção também é usado como a música tema em Rick Reilly Homecoming.
A letra da canção foi gravada originalmente por West com John Legend canta um gancho diferente com a canção chamada "Home" (que foi apresentado no mixtape Freshmen Adjustment). No entanto, a versão de Legend foi cortada a favor de Martin, que ele e West trabalharam juntos na Abbey Road Studios em 2006.

## Videoclipe
As capturas do vídeo para a canção "Homecoming" foi postada por Kanye em seu site oficial em 6 de março de 2008.
O videoclipe oficial de "Homecoming" foi lançado em 1 de Abril de 2008 por Kanye West na sua conta oficial no Vimeo. Kanye depois postou o vídeo em seu site oficial.
O vídeo é todo em preto e branco. O vídeo apresenta uma montagem de Kanye percorrendo muitas áreas diferentes de sua casa na cidade de Chicago. Common, companheiro de Kanye fez uma aparição no vídeo. Chris Martin é apresentado no vídeo tocando piano e cantando o refrão da canção, principalmente na silhueta. 
O vídeo foi dirigido por Hype Williams e foi indicado na categoria Melhor Vídeo de Hip-Hop no MTV Video Music Awards de 2008. BET colocou a canção na posição # 84 na autenticada: Top 100 videoclipes de 2008.

## Faixas
- RU:

1. "Homecoming"
2. "Stronger" (AD remix)

- iTunes Australiano - Single[7]

1. "Homecoming"
2. "Good Night" (participação Mos Def e Al Be Back)

## Desempenho nas tebelas musicais
| Parada (2007)                             | Melhor posição |
| ----------------------------------------- | -------------- |
| Alemanha (Media Control Charts)           | 18             |
| Austrália (ARIA)                          | 32             |
| Canadá (Canadian Hot 100)                 | 79             |
| Estados Unidos (Billboard Hot 100)        | 69             |
| Finlândia (Mitä hittiä)                   | 7              |
| Holanda (Dutch Top 40)                    | 6              |
| Irlanda (IRMA)                            | 9              |
| Noruega (VG-lista)                        | 13             |
| Nova Zelândia (RIANZ)                     | 6              |
| Reino Unido (The Official Charts Company) | 9              |
| Suécia (Sverigetopplistan)                | 19             |
| Turquia (Türkiye Top 20)                  | 21             |